# Élections législatives de 1956 dans les établissements français dans l'Inde
 (avril 2023).
Si vous disposez d'ouvrages ou d'articles de référence ou si vous connaissez des sites web de qualité traitant du thème abordé ici, merci de compléter l'article en donnant les références utiles à sa vérifiabilité et en les liant à la section « Notes et références ».
Les élections législatives de 1956 dans les Établissements français dans l'Inde n'ont eu lieu, car ces territoires sont administrés par l'Inde, à la suite des accords du 21 octobre 1954.
Le député sortant, Édouard Goubert (FISP-UDSR), rejoint le Congrès et dirige de fait le nouveau Territoire de Pondichéry en tant que conseiller en chef. Il sera député du nouveau parlement du Territoire de 1955 à 1969. 